# Evangelische Stadtkirche Weingarten

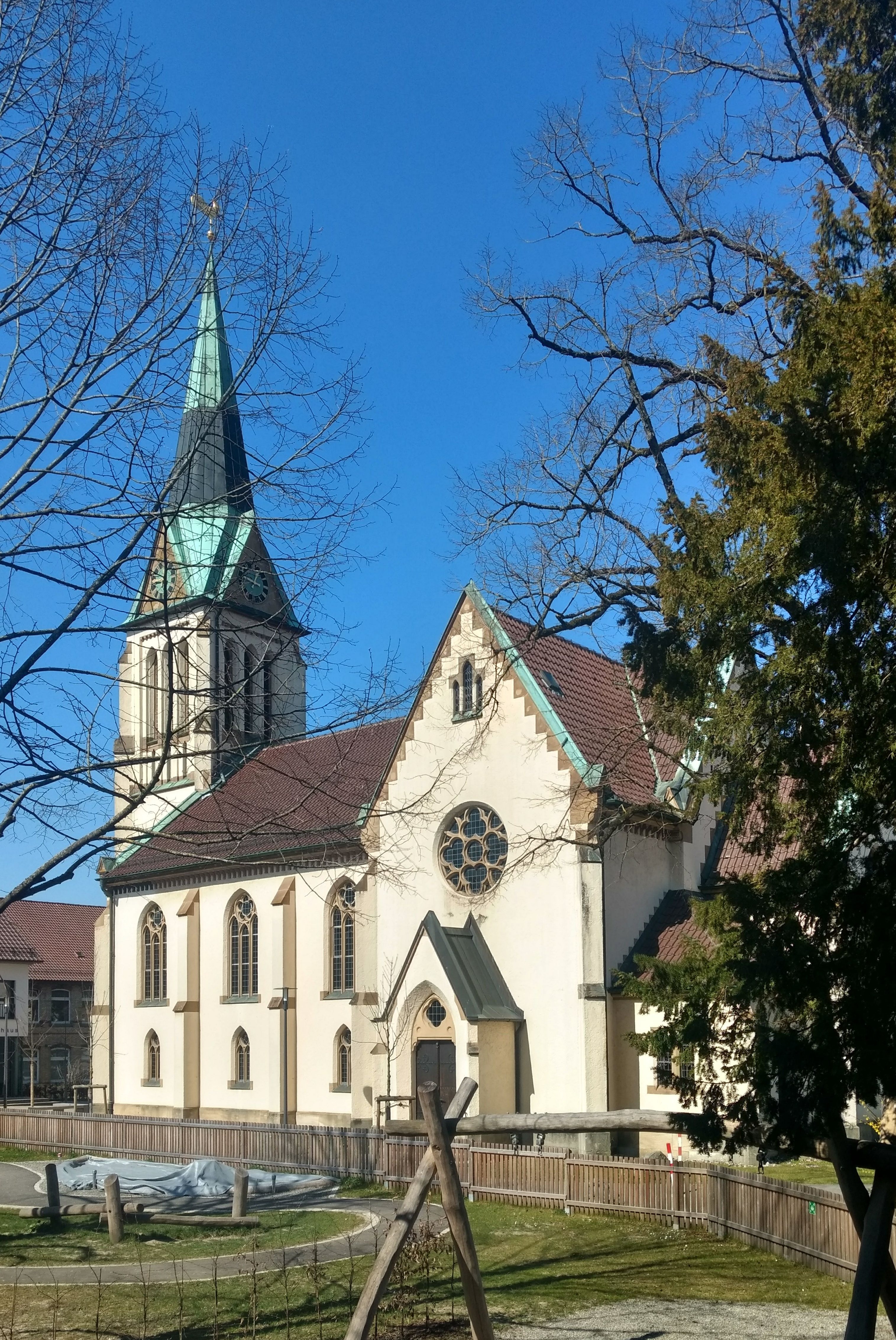
Evangelische Stadtkirche Weingarten, von Südosten gesehen

Die neugotische Evangelische Stadtkirche in der Abt-Hyller-Straße 17 in Weingarten (Württemberg) wurde 1883 eingeweiht. Sie ist das geistliche Zentrum der Kirchengemeinde Weingarten der Evangelischen Landeskirche in Württemberg.

## Vorgeschichte und Bau

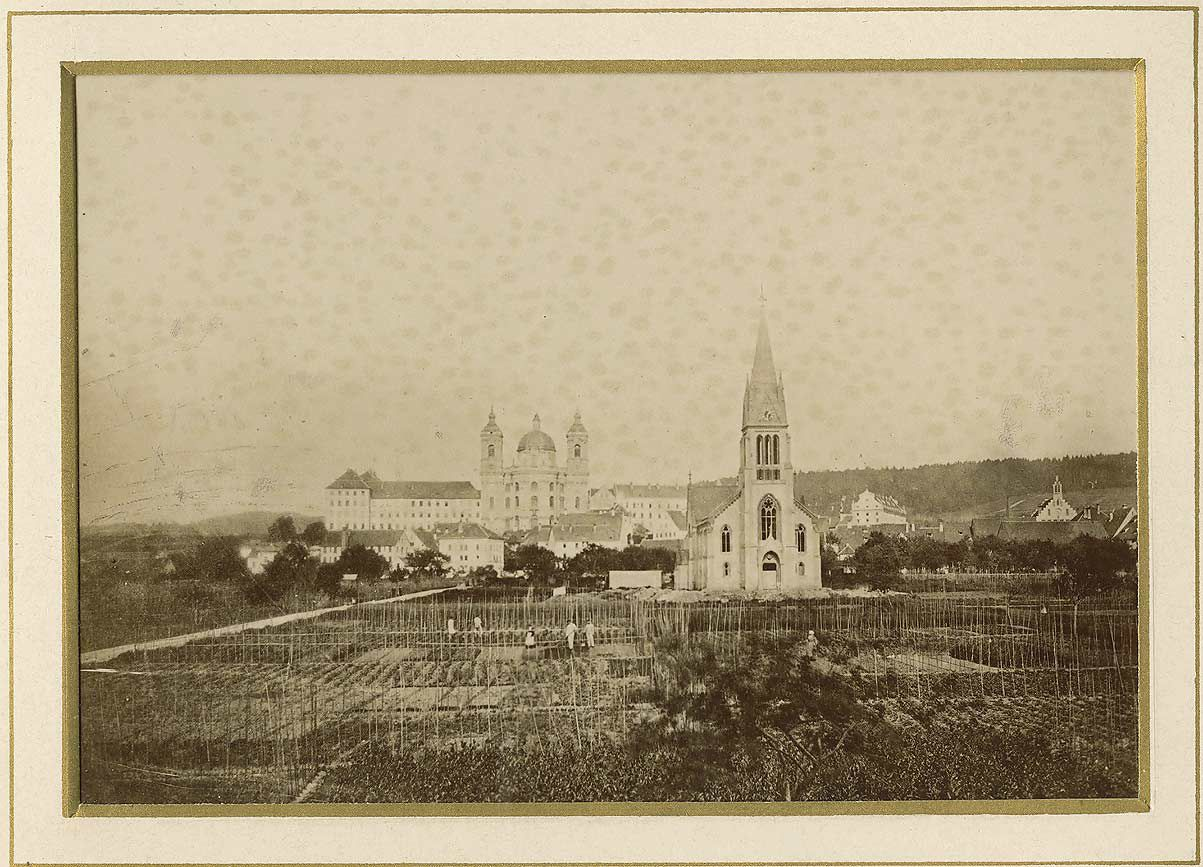
Evangelische Stadtkirche um 1880, noch außerhalb des damals bebauten Stadtgebiets

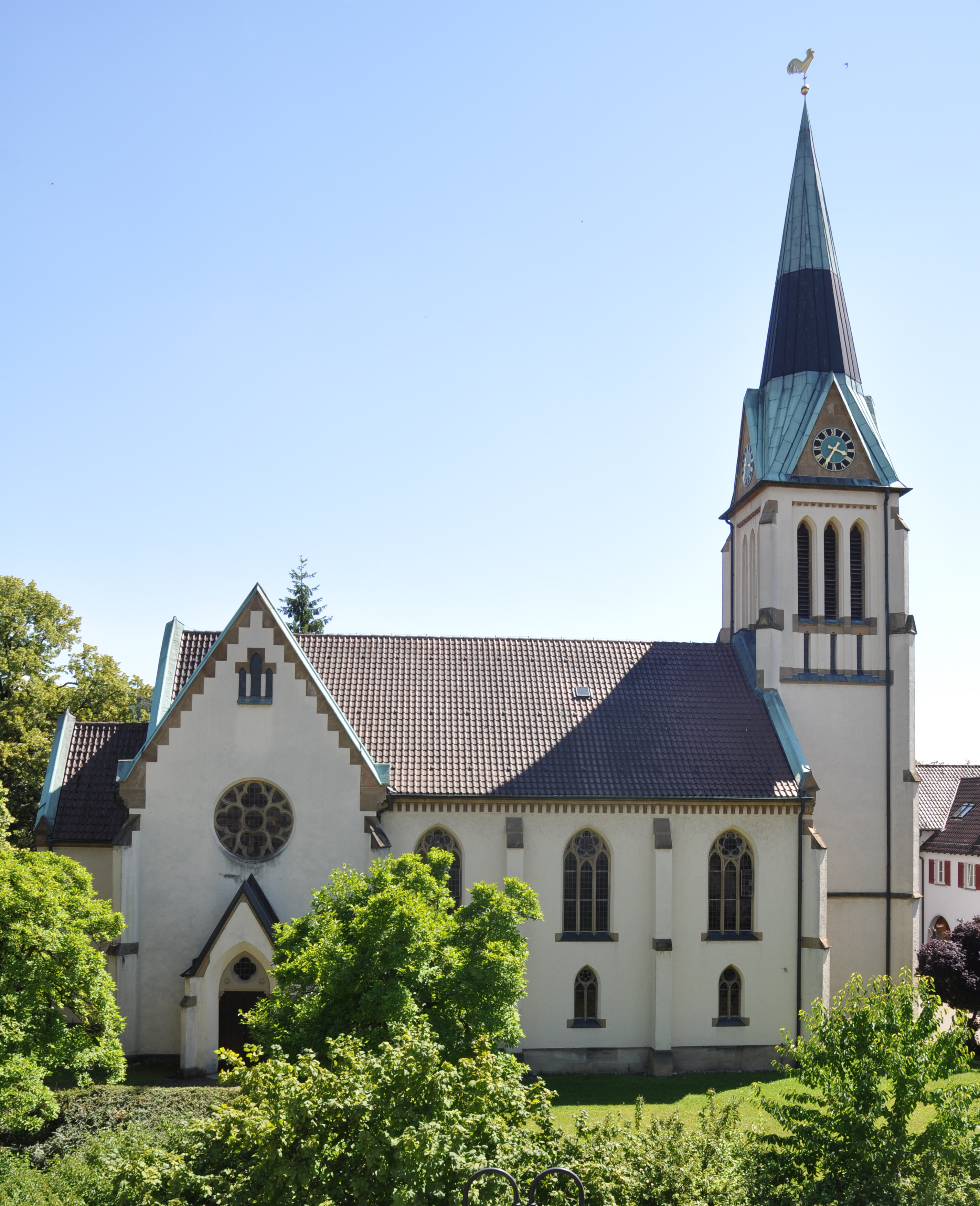
Evangelische Stadtkirche Weingarten, von Norden gesehen

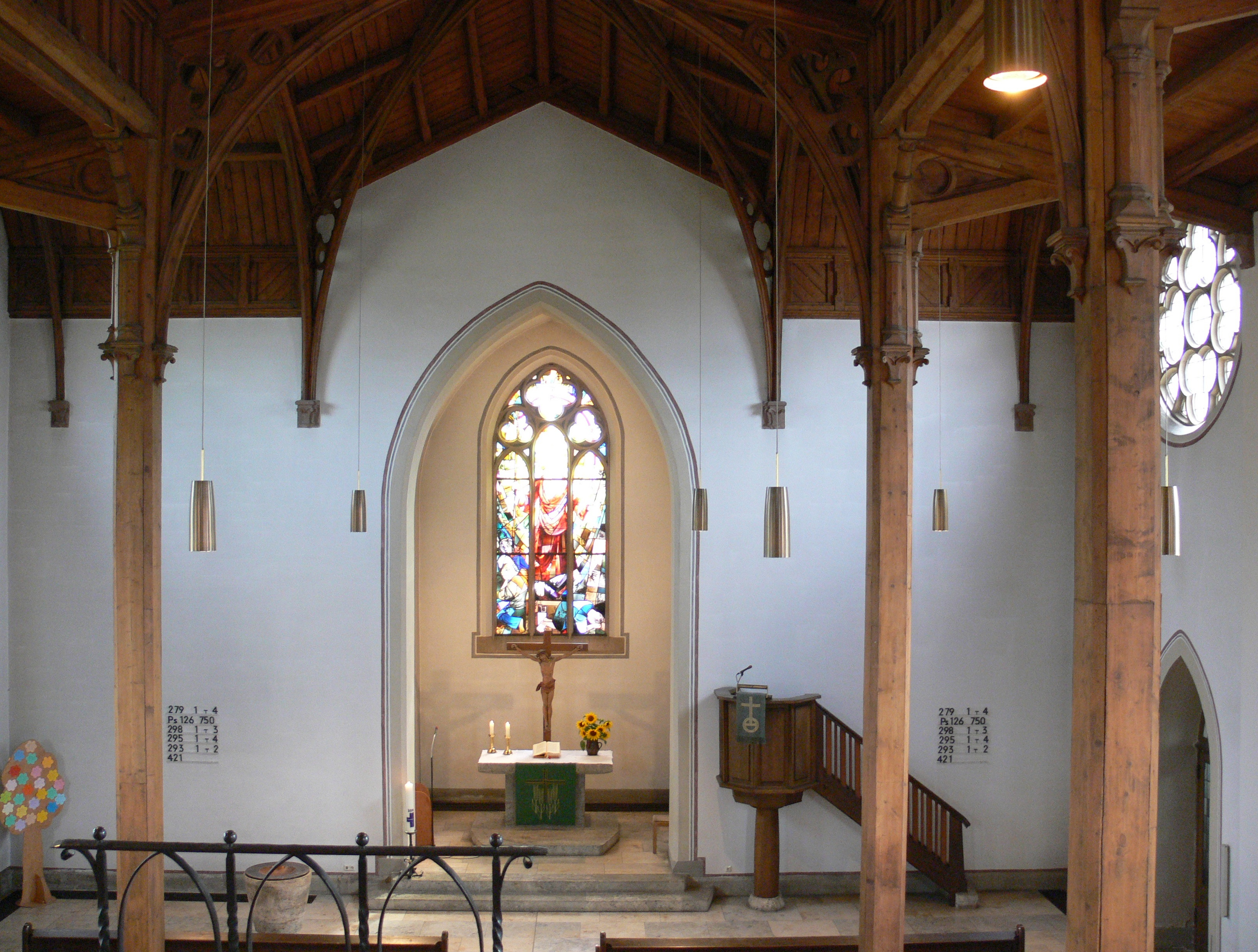
Blick zum Chor

Zu Zeiten der Reichsabtei Weingarten war Altdorf, das spätere Weingarten, ein rein katholischer Ort. Erst im 19. Jahrhundert kamen die ersten evangelischen Christen in die Stadt, nachdem die Region 1805 an das Königreich Württemberg fiel. Ein Waisenhaus für katholische und evangelische Kinder, das im ehemaligen Kloster eingerichtet wurde, führte 1825 zur Gründung der Evangelischen Kirchengemeinde Weingarten. Als erster Pfarrer wurde mit Erlass des Königlichen evangelischen Consistoriums am 13. Mai 1825 Mag. Christian Heinrich Fritz bestellt. Die evangelischen Christen feierten Gottesdienst in einem Betsaal mitten im ehemaligen Kloster, auch als es später als Kaserne genutzt wurde. Die Räumlichkeiten dort waren zu klein und vom Zuschnitt her wenig geeignet, so dass der Ruf nach einer eigenen Kirche immer lauter wurde.
1878 wurde der Beschluss zum Kirchenbau dann gefasst. Mit Hilfe vieler Spenden evangelischer Christen und einem Darlehen konnten die 100.000 Mark, die dieser Bau in der Diaspora kostete, aufgebracht werden. Ein Drittel kam allein vom Gustav-Adolf-Verein, und auch der deutsche Kaiser Wilhelm I. spendete 1000 Mark. Ein Teil der Baukosten wurden als Darlehen aufgebracht, das bis 1912 zurückgezahlt wurde.
Als Architekt der Stadtkirche konnte der Stuttgarter Oberbaurat Christian Friedrich von Leins (1814–1892) gewonnen werden. Neben vielen evangelischen Kirchen in ganz Württemberg baute er in seiner Heimatstadt berühmte Gebäude wie die Villa Berg und den Königsbau am Schlossplatz. Mit seinen Initialen hat er sich an der Decke der Eingangshalle der Weingartener Stadtkirche verewigt.
Mit einem Festzug und einem feierlichen Gottesdienst wurde die Kirche am 5. August 1883 eingeweiht.
Mit dem Pfarrhaus von 1890 und der evangelischen Schule (heute Stadtbücherei) von 1894 entstand ein Zentrum evangelischen Gemeindelebens, das anfangs noch am Stadtrand lag, durch das stetige Wachstum der Stadt inzwischen aber ins Zentrum gerückt ist. Das Martin-Luther-Gemeindehaus mit Kindergarten ergänzt seit 1951 das Ensemble des späten 19. Jahrhunderts; 2017–2018 wurde es umfassend umgebaut und renoviert.

## Umbauten und Renovierungen
In den Jahren nach dem Ersten Weltkrieg zeigten sich an der Kirche starke Alterungserscheinungen. 1920 fiel sogar eine Kreuzblume vom Turm und durchschlug das Dach. 1931 wurde die Kirche daher renoviert und außen wie innen stark vereinfacht. Die Seitentürmchen am Kirchturm und Fialen am Kirchenschiff wurden entfernt. Im Inneren wurden dekorative Wandbemalungen übertüncht. Das brüchig gewordene Chorfenster wurde durch das noch heute sichtbare Fenster ersetzt. Eine erste umfassende Renovierung, die ca. 46.400 Reichsmark erforderte, erfolgte 1930/31. Zwei Gemälde an der Chorwand und eine neue schlichte Kanzel, die 1931 in die Kirche kamen, gingen bei einer weiteren Renovierung 1958 wieder verloren.
1942 wurde das Altarkreuz ersetzt. 1960 erfolgte eine weitere Renovierung.
Im Jahr 1980 wurde die Kirche kurz vor ihrem 100. Geburtstag umfassend restauriert. Bänke und Beleuchtung stammen aus dieser Zeit. Kleinere Sanierungsmaßnahmen folgten 2014. Eine umfassende Außenrenovierung wurde 2024–2025 durchgeführt.

## Architektur und Ausstattung

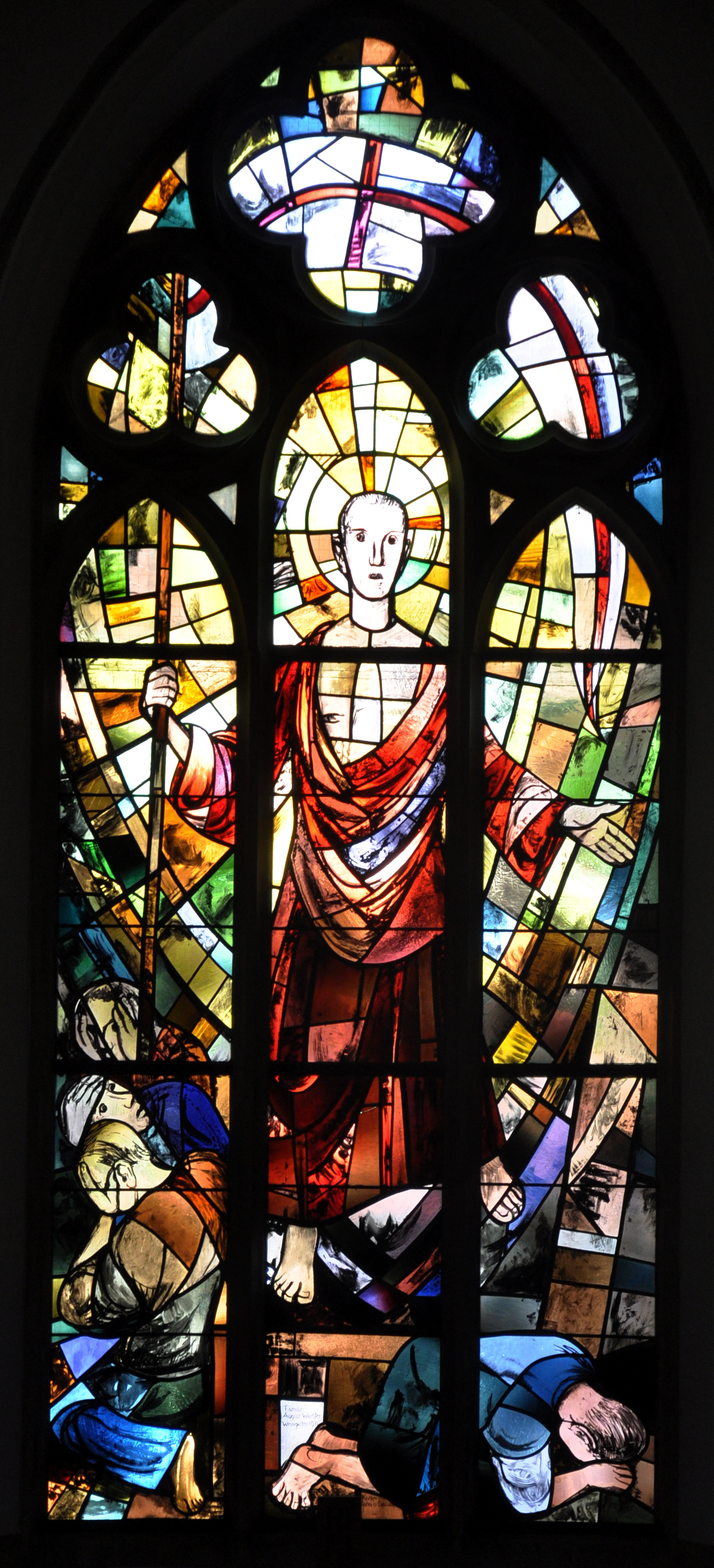
Das Chorfenster von Walter Kohler, 1931

Die Kirche ist wie viele Gotteshäuser ihrer Zeit im neugotischen Stil gehalten. Sie ist heute im Inneren weitgehend schmucklos. Den Raumeindruck bestimmen die dreischiffige Holzdecke und die schlanken hölzernen Säulen im Kirchenschiff.
Das farbenfrohe Chorfenster zeigt Christus als Auferstandenen, in der Hand die Fahne als Symbol des Sieges über den Tod. Das Fenster ist eine Stiftung der Familie Wachter und wurde 1931 von Glasmaler Gaiser nach einem Entwurf des Stuttgarter Malers Walter Kohler (1903–1945) angefertigt. Von dem bei einem Luftangriff früh verstorbenen Kohler stammen Fenster in vielen Kirchen Württembergs und in der Moritzkirche in Halle/Saale.

## Orgel

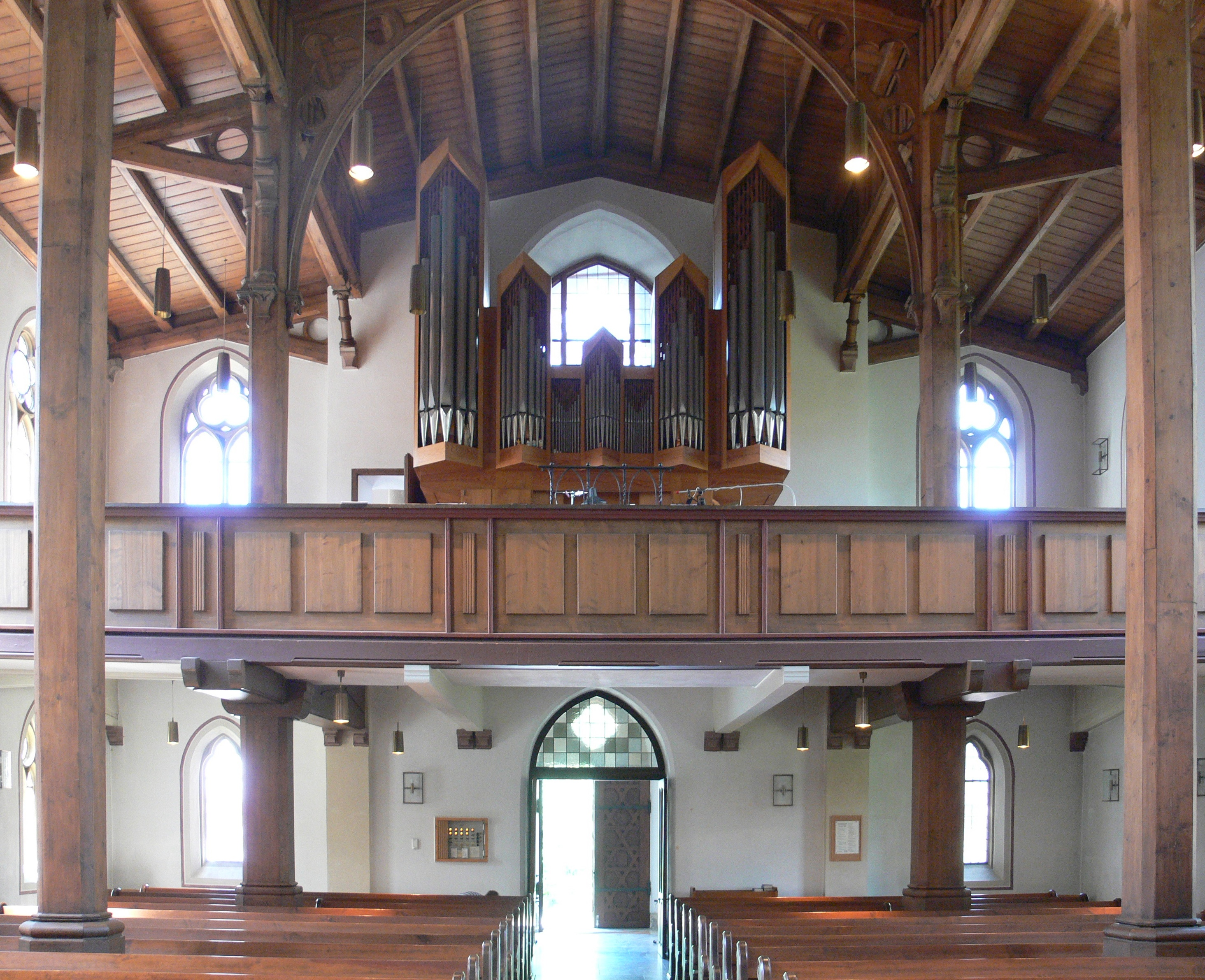
Blick zur Orgelempore

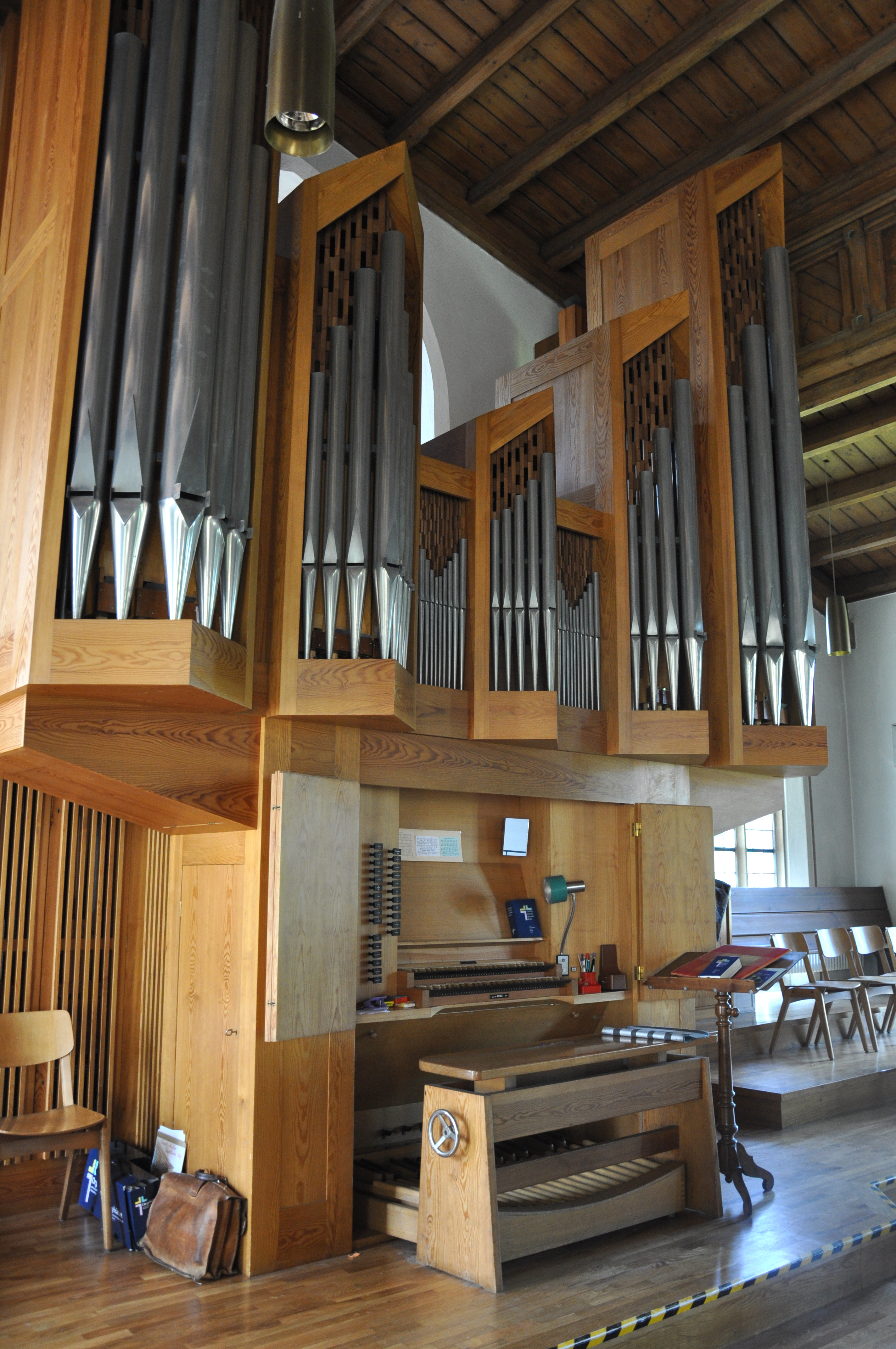
Die Weigle-Orgel von 1981

An der Link-Orgel von 1883 (II/P, 16 Register, op. 101) zeigten sich im 20. Jahrhundert starke technische, bauliche und klangliche Mängel. 1954 wurde sie von Orgelbau Friedrich Weigle (Echterdingen) umgebaut und auf 19 Register erweitert.
Nach einem Dispositionsentwurf von Paul Horn wurde 1981 dann eine neue Orgel von Orgelbau Weigle gebaut (op. 1353). Das zweimanualige Instrument mit Pedal hat 24 Register mit insgesamt 1400 Pfeifen. Sie wurde nach barocken Werksprinzipien angelegt, aber so, dass auch Werke der Romantik und Moderne auf ihr gespielt werden können. Spiel- und Registertraktur sind mechanisch. Die Orgel kommt ohne Spielhilfen wie feste oder freie Kombinationen aus. Sie erklingt regelmäßig in Gottesdiensten, in Konzerten und bei der Orgelmusik am Markttag an jedem ersten Mittwoch im Monat.
| I Hauptwerk C–g3 |               |        |
| 01.              | Bourdon       | 16′    |
| 02.              | Prinzipal     | 08′    |
| 03.              | Holzflöte     | 08′    |
| 04.              | Oktave        | 04′    |
| 05.              | Blockflöte    | 04′    |
| 06.              | Quinte        | 01 ⁄3′ |
| 07.              | Schwiegel     | 02′    |
| 08.              | Mixtur IV-V 0 | 01 ⁄3′ |
| 09.              | Trompete      | 08′    |
|                  | Tremulant     |        |

| II Schwellwerk C–g3 |               |        |
| 10.                 | Holzgedeckt   | 8′     |
| 11.                 | Salizional    | 8′     |
| 12.                 | Vox celeste 0 | 8′     |
| 13.                 | Rohrquintade  | 4′     |
| 14.                 | Nasat         | 2 ⁄3′  |
| 15.                 | Prinzipal     | 2′     |
| 16.                 | Terz          | 1 3⁄5′ |
| 17.                 | Sifflöte      | 1′     |
| 18.                 | Zimbel III    | 1⁄3′   |
| 19.                 | Cromorne      | 8′     |
|                     | Tremulant     |        |

| Pedal C–f1 |                 |        |
| 20.        | Subbass         | 16′    |
| 21.        | Oktavbass       | 08′    |
| 22.        | Gemshornbass 0  | 08′    |
| 23.        | Choralbass      | 08′    |
| 24.        | Rauschpfeife II | 02 ⁄3′ |
| 25.        | Holzposaune     | 16′    |

- Koppeln (Fußtritte): II/I, I/P, II/P
- Anmerkungen:

1. ↑  zieht automatisch Nr. 6 mit.
2. ↑  Ab g1.

## Glocken
Das Geläut im Turm besteht aus drei Glocken:
- Stahlglocke h°, hergestellt vom Bochumer Verein, 1921 installiert
- Bronzeglocke d′, hergestellt von Kurtz in Stuttgart, 1958 installiert
- Stahlglocke f′, hergestellt vom Bochumer Verein, 1921 installiert

## Martin-Luther-Gemeindehaus
Auf dem gleichen Grundstück befindet sich auch das 1890 erbaute Pfarrhaus mit dem Gemeindebüro sowie das 1951 erbaute Martin-Luther-Gemeindehaus, das im Erdgeschoss des Ostflügels den Martin-Luther-Kindergarten beherbergt. Das Gemeindehaus wurde zuletzt 2018 mit einem Aufwand von 2 Mio. Euro umfassend saniert, der Nordflügel wurde dabei ganz neu errichtet.

## Pfarrer an der Evangelischen Kirche in Weingarten
Zunächst wurde eine Pfarrstelle eingerichtet. Pfarrer waren seither:
- Pfarrer Christian Heinrich Fritz (1825–1832)
- Gustav Adolf Ricke (1832–1839)
- Pfarrverweser Christian Eichenhofer (1847–1850)
- Pfarrverweser Karl Ludwig Sauberschwarz (um 1851–1856)
- Hermann Ludwig Hopf (1856–1860)
- Johann Jakob Stotz (1860–1865)
- Pfarrverweser Amadeus Gustav Günzler (1865–1867), ab jetzt war der Pfarrer auch gleichzeitig Garnisonspfarrer in Weingarten
- Stadtpfarrverweser Heinrich Otto Binder (1867–1871)
- Pfarrverweser Gustav Adolf Gerok (1871–1873)
- Pfarrverweser Eugen Mayer (um 1878)
- Pfarrverweser Karl Wilhelm Breuninger (um 1879–1883)
- Pfarrverweser Karl Conz (1883–1884)
- Pfarrer Gotthelf Heinrich Nathanael Kretschmer (1884–1903)
- Stadtpfarrer Karl Schieber (1903–1904)
- Paul Krauß (?–1931)
- Ludwig Schmidt (1932–1944)
- Hermann Haeberle (1944–1952)
- Ernst Körner (1945–1954)
- Gebhard Kirn (1952–1963)
- Erwin Horn (1963–1976)
- Hans-Hermann Keinath (1976–1986)
- Edwin Schulz (1986–2011)
- Stephan Günzler (2012–2025)
- Eva Ulmer (ab 2026)

Mit dem Zuzug von Flüchtlingen und Heimatvertriebenen ab 1945 sowie mit der Ausweitung der Baugebiete im westlichen Stadtgebiet wurde 1958 eine zweite Pfarrstelle (zunächst mit eigenem Gemeindehaus im Edelweißweg 6) eingerichtet, mit den Pfarrern:
- Albert Rebus (1958–1960)
- Jörg Sandberger (1960–1964)
- Heiner Wezel (1964–1976)
- Eberhard Schlenker (1977–1993)
- Susanne Richter (1994–2005)
- Horst Gamerdinger (seit 2006)

1980 wurde eine dritte Pfarrstelle mit Dienstsitz in der benachbarten politischen Gemeinde Berg eingerichtet, mit den Pfarrern:
- Christian Reiser (1980–1985)
- Günter Wagner (1986–1991)
- Susanne Wahl (1992–2007)
- Wolfgang Rapp (2008–2014)
- Steffen Erstling (seit 2014)[10]

Eine dieser zusätzlichen Pfarrstellen wird im Zuge des Pfarrstellenabbaus der Evangelischen Landeskirche vermutlich aufgehoben.
Bis 2008 war das evangelische Hochschulpfarramt, das ebenfalls bei der Evangelischen Kirchengemeinde Weingarten angesiedelt ist, mit der Pfarrstelle 3 verbunden. Danach hatten es Marit Hole (2008–2009), Esther Manz (2009–2018) und Jirij Knoll (seit 2018) inne.